# Hochheimer Kunstsammlung

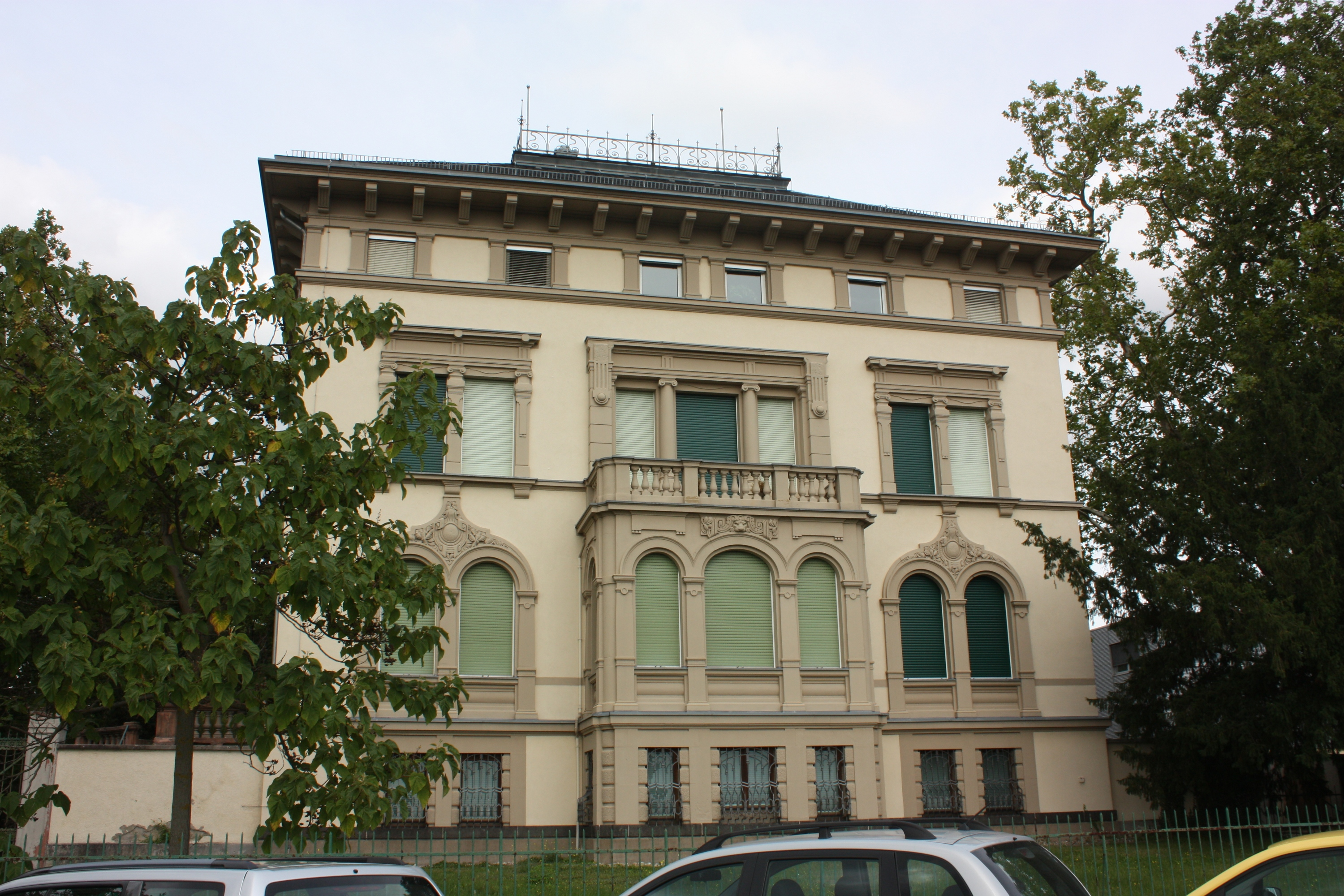
Sitz der Hochheimer Kunstsammlung ist die denkmalgeschützte Villa Burgeff

Die Hochheimer Kunstsammlung ist eine private Kunstsammlung, die inzwischen im Besitz der Stadt Hochheim am Main ist.

## Geschichte
Im Jahre 1999 erhielt die Stadt Hochheim am Main die Sammlung moderner und zeitgenössischer Kunst des Wiesbadener Ehepaares Liane und Hermann Rosteck als Dauerleihgabe. Anfang des Jahres 2019 ging die Sammlung als Schenkung in den Besitz der Stadt Hochheim.

## Sammlung
Die Hochheimer Kunstsammlung umfasst mehr als 600 Exponate. Die Sammlung dokumentiert in sieben Ausstellungsräumen die wichtigsten Strömungen des 20. Jahrhunderts. Höhepunkte der Privatsammlung (Gemälde, Zeichnungen, Graphik, Skulptur) sind, neben Werken von Joseph Beuys und A. R. Penck, Arbeiten von Pablo Picasso, Joan Miró, Antoni Tàpies, Salvador Dalí, Max Ernst, Annegret Soltau und  Wolf Vostell, der u. a. mit dem Bild Die vier andalusischen Prinzipien aus dem Jahr 1985 vertreten ist. Ein weiterer Schwerpunkt der Sammlung sind Werke aus den Œuvres von Hans Laabs und Gerry Eckhardt, sowie zahlreiche Arbeiten von jungen, zeitgenössischen Künstlern.

## Gebäude
Die Sammlung ist in der Villa Burgeff untergebracht, die ursprünglich dem Besitzer der Sektkellerei Burgeff Diether Hummel gehörte. Erbaut wurde das klassizistische Gebäude im Jahr 1841. Bei einem Brand Ende des 19. Jahrhunderts wurde es nahezu vollständig zerstört. Der heutige Bau ist ein Neubau aus der Jahrhundertwende, der an die originalen Baupläne angelehnt wiederaufgebaut wurde.